# کوتانس
کوتانس (به فرانسوی: Coutances) یک کمون در فرانسه است که در Canton of Coutances واقع شده‌است.

## خصوصیات
کوتانس ۱۲٫۵۱ کیلومترمربع مساحت و ۹٬۵۴۶ نفر جمعیت دارد.

## خواهرخوانده
شهرهای اوکسنفورت، Troina، ایلکی، Saint Ouen و لا پوکاتییر، کبک خواهرخوانده‌های کوتانس هستند.